# Глинковка
Гли́нковка (рос. Глинковка) — присілок у складі Юргинського округу Кемеровської області, Росія.

## Населення
Населення — 7 осіб (2010; 9 у 2002).
Національний склад (станом на 2002 рік):
- росіяни — 100 %